# Eunidia annulata flavifrons
Eunidia annulata flavifrons es una subespecie de escarabajo longicornio del género Eunidia, categorizada en la tribu Eunidiini, de la subfamilia Lamiinae. Fue descrita por Breuning en 1963.
El nombre proviene del latín «con frente amarilla».

## Distribución
Se distribuye por Tanzania.